# Movimento Tailândia Livre
O Movimento Tailândia Livre (em tailandês: เสรีไทย; em rtg's: Seri Thai) foi um movimento de resistência tailandês contra o Japão Imperial durante a Segunda Guerra Mundial. O Tailândia Livre foi uma importante fonte de informações para os serviços de inteligência dos Aliados na região.

## Contexto
Após a invasão japonesa na Tailândia, em 7 de dezembro de 1941, o regime de Plaek Pibulsonggram (Phibun) declarou guerra contra o Reino Unido e os Estados Unidos em 25 de janeiro de 1942. Entretanto, Seni Pramoj, o então embaixador tailandês em Washington, recusou-se a entregar a declaração de guerra para o governo americano e, consequentemente, os Estados Unidos não declararam guerra à Tailândia. Seni Pramoj, conservador cujo ideal anti-japonês era evidente, organizou o Movimento Tailândia Livre com ajuda americana, recrutando estudantes tailandeses nos Estados Unidos para trabalhar com a Office of Strategic Services (OSS). A OSS treinou os tailandeses para executarem atividades clandestinas e se infiltrarem na Tailândia. Até o final da guerra, mais de 50.000 tailandês tinham sido treinados e armados para resistirem as tropas japonesas.

## A Segunda Guerra e a Ocupação Japonesa

### Aliança com o Japão
A aliança de Phibun com o Japão durante o início da guerra teve, inicialmente, grande aceitação popular. A Royal Thai Army juntou-se ao Japão na Campanha da Birmânia com o objetivo de recuperar parte dos estados Shan, cedido anteriormente ao Reino Unido pelo Tratado de Yandabo. Junto com os japoneses, a Tailândia recuperou quatro estados no extremo norte que haviam perdido no Tratado Anglo-Siamês de 1909 e, com a mediação japonesa na Guerra Franco-Tailandesa, também recuperaram os territórios perdidos na Guerra Franco-Siamesa de 1893.
No entanto, em razão do Japão ter tropas com cerca de 150.000 soldados em solo tailandês, os japoneses, cada vez mais, tratavam a Tailândia como um território conquistado, ao invés de como um aliado. Embora os Estados Unidos não tenha declarado guerra oficialmente, a Força Aérea dos Estados Unidos, em 26 de dezembro de 1942, fez seu primeiro ataque com aviões bombardeiros, atingindo seus alvos em Bancoque e em outras regiões, causando várias de vítimas. Após o ocorrido a opinião pública tailandesa e de simpatizantes da atual política mudaram consideravelmente, tornando-se contra Phibun e sua aliança com o Japão.

### Regime civil (1944-1947)
Em junho de 1944, Phibun, forçado a sair do cargo, foi substituído pelo primeiro governo predominantemente civil desde o golpe de 1932. O novo governo foi liderado por Khuang Aphaiwong, um civil vinculado politicamente com os conservadores, assim como Seni. A figura mais influente no regime, no entanto, foi Pridi Bhanomyong (que havia servido como Regente da Tailândia), cujo sentimento anti-japonês tornou-se cada vez mais atraente para os tailandeses. Contudo, os ataques aéreos não cessaram e, em 14 de abril de 1945, destruíram em Bangkok as duas principais centrais de energia da região, deixando a cidade sem energia elétrica e água. Durante a campanha dos bombardeios, o Movimento Tailândia Livre foi eficaz na transmissão de relatórios para as forças aéreas americanas, com o intuito de resgatar os aviadores caídos. No último ano da guerra, foi secretamente concedido o acesso à Bancoque aos agentes Aliados. Ao término da Segunda Guerra, a Tailândia repudiou seus acordos feitos com o Japão.
Os líderes civis foram incapazes de alcançar a unidade do poder e, depois de um desentendimento com Pridi Bhanomyong, o então primeiro-ministro Khuang Aphaiwong foi substituído por Seni Pramoj, que havia retornado à Tailândia com o posto de líder do Movimento Tailândia Livre em Washington. A disputa pelo poder das facções civis, ao final de 1945, criou divisões políticas entre seus líderes, que resultou na retomada da força política dos militares nos anos seguintes do pós-guerra. No período que sucedeu o fim da Segunda Guerra Mundial, a acomodação do governo tailandês com os Aliados também enfraqueceu o governo civil.
Como resultado das contribuições efetuadas pelo Movimento Tailândia Livre, os Estados Unidos (que ao contrário dos outros Aliados nunca oficializou guerra com a Tailândia) absteve-se de lidar com a Tailândia como um inimigo do país nas negociações de paz ao término do conflito. Antes de assinar o tratado de paz com a Tailândia, o Reino Unido exigiu reparações de guerra em forma de carregamentos de arroz para a Malásia, e a França recusou-se a permitir a admissão da Tailândia na Organização das Nações Unidas (ONU) até que a Indochina e territórios anexados durante a guerra fossem devolvidos. A União Soviética insistiu sobre a revogação da legislação anti-comunista.